# Giro di Svizzera 1975
Il Giro di Svizzera 1975, trentanovesima edizione della corsa, si svolse dal 12 al 20 giugno 1975 per un percorso di 1 629,1 km, con partenza da Baden e arrivo ad Affoltern am Albis. Il corridore belga Roger De Vlaeminck si aggiudicò la corsa concludendo in 44h22'48".
Dei 77 ciclisti alla partenza arrivarono al traguardo in 59, mentre 18 si ritirarono.

## Tappe
| Tappa  | Data      | Percorso                                                    | km      | Vincitore di tappa | Leader cl. generale |
| ------ | --------- | ----------------------------------------------------------- | ------- | ------------------ | ------------------- |
| Prol.  | 12 giugno | Baden > Baldegg (cron. individuale)                         | 3,7     | Roger De Vlaeminck | Roger De Vlaeminck  |
| 1ª     | 12 giugno | Baden > Frick                                               | 179     | Roger De Vlaeminck | Roger De Vlaeminck  |
| 2ª     | 13 giugno | Frick > Oftringen                                           | 199     | Ottavio Crepaldi   | Roger De Vlaeminck  |
| 3ª     | 14 giugno | Oftringen > Murten                                          | 179     | Roger De Vlaeminck | Roger De Vlaeminck  |
| 4ª     | 15 giugno | Murten > Täsch                                              | 228     | Bert Pronk         | Roger De Vlaeminck  |
| 5ª     | 16 giugno | Täsch > Lugano                                              | 221     | Roger De Vlaeminck | Roger De Vlaeminck  |
| 6ª     | 17 giugno | Lugano > Silvaplana                                         | 152     | Giancarlo Bellini  | Roger De Vlaeminck  |
| 7ª     | 18 giugno | Silvaplana > Laax                                           | 168     | Andrés Oliva       | Roger De Vlaeminck  |
| 8ª     | 19 giugno | Laax > Frauenfeld                                           | 174     | Eddy Merckx        | Roger De Vlaeminck  |
| 9ª     | 20 giugno | Frauenfeld > Affoltern am Albis                             | 105     | Roger De Vlaeminck | Roger De Vlaeminck  |
| 10ª    | 20 giugno | Affoltern am Albis > Affoltern am Albis (cron. individuale) | 20,4    | Roger De Vlaeminck | Roger De Vlaeminck  |
| Totale | Totale    | Totale                                                      | 1 629,1 |                    |                     |

## Dettagli delle tappe

### Prologo
- 12 giugno: Baden > Baldegg – Cronometro individuale – 3,7 km

Risultati
| Pos. | Corridore          | Squadra    | Tempo |
| ---- | ------------------ | ---------- | ----- |
| 1    | Roger De Vlaeminck | Brooklyn   | 7'29" |
| 2    | Bert Pronk         | TI-Raleigh | a 14" |
| 3    | Wladimiro Panizza  | Brooklyn   | a 18" |

### 1ª tappa
- 12 giugno: Baden > Frick – 179 km

Risultati
| Pos. | Corridore          | Squadra  | Tempo    |
| ---- | ------------------ | -------- | -------- |
| 1    | Roger De Vlaeminck | Brooklyn | 4h42'02" |
| 2    | Enrico Paolini     | Scic     | s.t.     |
| 3    | Luciano Borgognoni | Zonca    | s.t.     |

### 2ª tappa
- 13 giugno: Frick > Oftringen – 199 km

Risultati
| Pos. | Corridore          | Squadra   | Tempo    |
| ---- | ------------------ | --------- | -------- |
| 1    | Ottavio Crepaldi   | Magniflex | 5h11'10" |
| 2    | Roger De Vlaeminck | Brooklyn  | s.t.     |
| 3    | Roland Salm        | Zonca     | s.t.     |

### 3ª tappa
- 14 giugno: Oftringen > Murten – 179 km

Risultati
| Pos. | Corridore          | Squadra   | Tempo    |
| ---- | ------------------ | --------- | -------- |
| 1    | Roger De Vlaeminck | Brooklyn  | 4h49'20" |
| 2    | Marino Basso       | Magniflex | s.t.     |
| 3    | Enrico Paolini     | Scic      | s.t.     |

### 4ª tappa
- 15 giugno: Murten > Täsch – 228 km

Risultati
| Pos. | Corridore          | Squadra    | Tempo    |
| ---- | ------------------ | ---------- | -------- |
| 1    | Bert Pronk         | TI-Raleigh | 6h06'44" |
| 2    | Roger De Vlaeminck | Brooklyn   | s.t.     |
| 3    | André Dierickx     | Rokado     | s.t.     |

### 5ª tappa
- 16 giugno: Täsch > Lugano – 221 km

Risultati
| Pos. | Corridore          | Squadra  | Tempo    |
| ---- | ------------------ | -------- | -------- |
| 1    | Roger De Vlaeminck | Brooklyn | 6h25'22" |
| 2    | Roland Salm        | Zonca    | s.t.     |
| 3    | Enrico Paolini     | Scic     | s.t.     |

### 6ª tappa
- 17 giugno: Lugano > Silvaplana – 152 km

Risultati
| Pos. | Corridore          | Squadra  | Tempo    |
| ---- | ------------------ | -------- | -------- |
| 1    | Giancarlo Bellini  | Brooklyn | 6h53'36" |
| 2    | Roger De Vlaeminck | Brooklyn | s.t.     |
| 3    | Eddy Merckx        | Molteni  | a 28"    |

### 7ª tappa
- 18 giugno: Silvaplana > Laax – 168 km

Risultati
| Pos. | Corridore      | Squadra | Tempo    |
| ---- | -------------- | ------- | -------- |
| 1    | Andrés Oliva   | KAS     | 4h37'22" |
| 2    | Roland Salm    | Zonca   | a 3'10   |
| 3    | Sebastian Pozo | KAS     | s.t.     |

### 8ª tappa
- 19 giugno: Laax > Frauenfeld – 174 km

Risultati
| Pos. | Corridore          | Squadra  | Tempo    |
| ---- | ------------------ | -------- | -------- |
| 1    | Eddy Merckx        | Molteni  | 4h24'19" |
| 2    | Roger De Vlaeminck | Brooklyn | s.t.     |
| 3    | Louis Pfenninger   | Zonca    | s.t.     |

### 9ª tappa
- 20 giugno: Frauenfeld > Affoltern am Albis – 105 km

Risultati
| Pos. | Corridore          | Squadra  | Tempo    |
| ---- | ------------------ | -------- | -------- |
| 1    | Roger De Vlaeminck | Brooklyn | 2h35'10" |
| 2    | Eddy Merckx        | Molteni  | s.t.     |
| 3    | Enrico Paolini     | Scic     | s.t.     |

### 10ª tappa
- 20 giugno: Affoltern am Albis > Affoltern am Albis – Cronometro individuale – 20,4 km

Risultati
| Pos. | Corridore          | Squadra    | Tempo  |
| ---- | ------------------ | ---------- | ------ |
| 1    | Roger De Vlaeminck | Brooklyn   | 26'51" |
| 2    | Eddy Merckx        | Molteni    | a 3"   |
| 3    | Roy Schuiten       | TI-Raleigh | a 23"  |

## Classifiche finali

### Classifica generale
| Pos. | Corridore          | Squadra    | Tempo     |
| ---- | ------------------ | ---------- | --------- |
| 1    | Roger De Vlaeminck | Brooklyn   | 44h22'48" |
| 2    | Eddy Merckx        | Molteni    | a 55"     |
| 3    | Louis Pfenninger   | Zonca      | a 1'28"   |
| 4    | Bert Pronk         | TI-Raleigh | a 4'07"   |
| 5    | Walter Riccomi     | Scic       | a 4'32"   |
| 6    | André Dierickx     | Rokado     | a 4'39"   |
| 7    | Giancarlo Bellini  | Brooklyn   | a 9'21"   |
| 8    | Eduard Janssens    | Molteni    | a 9'35"   |
| 9    | Italo Zilioli      | Magniflex  | a 10'27"  |
| 10   | Dietrich Thurau    | TI-Raleigh | a 10'50"  |

### Classifica scalatori
| Pos. | Corridore          | Squadra  | Punti |
| ---- | ------------------ | -------- | ----- |
| 1    | Giancarlo Bellini  | Brooklyn | 45    |
| 2    | Andrés Oliva       | KAS      | 38    |
| 3    | Luciano Conati     | Scic     | 27    |
| 4    | Louis Pfenninger   | Zonca    | 23    |
| 5    | Roger De Vlaeminck | Brooklyn | 16    |

### Classifica a punti
| Pos. | Corridore          | Squadra  | Punti |
| ---- | ------------------ | -------- | ----- |
| 1    | Roger De Vlaeminck | Brooklyn | 242   |
| 2    | Eddy Merckx        | Molteni  | 196   |
| 3    | Louis Pfenninger   | Zonca    | 172   |
| 4    | Roland Salm        | Zonca    | 168   |
| 5    | Enrico Paolini     | Scic     | 166   |

### Classifica squadre
| Pos. | Squadra       | Tempo      |
| ---- | ------------- | ---------- |
| 1    | Brooklyn      | 133h03'48" |
| 2    | TI-Raleigh    | a 24"      |
| 3    | Scic          | a 3'20"    |
| 4    | Molteni       | a 3'34"    |
| 5    | Zonca-Santini | a 9'39"    |